# Hori
Hori war ein altägyptischer König (Pharao) der 13. Dynastie (Zweite Zwischenzeit), welcher um 1687 v. Chr. oder um 1647 v. Chr. regierte.

## Belege
Nach dem Königspapyrus Turin regierte er nur ein Jahr oder fünf Jahre. Seine beiden Namen sind in diesem Papyrus auch enthalten. von Beckerath ordnet ihm versuchsweise ein Steinbruchstück aus el-Tod zu, auf dem „Sewadj...Re“ zu lesen ist. Es gibt jedoch auch andere Herrscher mit diesen Namenselementen, so dass die Zuweisung sehr unsicher bleibt.